# Conrad Valentin Posthumus
Conrad Valentin Posthumus (Harlingen, 10 maart 1907 - Dorset, Groot-Brittannië 20 augustus 1975) was een Nederlands kapitein op de koopvaardij. Voor zijn heldhaftig gedrag toen zijn schip, de m.s. "Omlandia" werd aangevallen door Duitse vliegtuigen werd hij bij Koninklijk Besluit no. 2 van 24 augustus 1940
onderscheiden met de Militaire Willems-Orde. Kapitein Posthumus droeg ook het Oorlogsherinneringskruis met de gesp "Oorlogsdienst-koopvaardij 1940 - 1945".
Het Koninklijk Besluit citeert de voordracht en noemt "...daden van moed, beleid en trouw tegenover den vijand in tijd van oorlog bedreven, te weten: als gezagvoerder van het Nederlandsche motorschip "Omlandia", welk schip - op den 8sten Augustus 1940 in verband met vijf andere schepen op weg zijnde van Southampton naar Falmouth - aangevallen werd door een twaalftal vijandelijke vliegtuigen, zich zeer heldhaftig en beleidvol gedragen door persoonlijk, met de eenigst aan boord opgestelde mitrailleur, niettegenstaande zware bomaanslagen rond het schip en hevig mitrailleurvuur der vliegtuigen, de aanvallende vliegtuigen te blijven beschieten, waarbij, mede door zijn toedoen, een der vliegtuigen werd neergeschoten. Gedurende de gehele actie door zijn voorbeeld en aanmoediging de bemanning tot volhouden aangespoord en niet dan nadat de munitie vrijwel was opgeschoten en zelf zwaargewond zijnde het zwaar beschadigde schip doen verlaten".